# Nhóm ngôn ngữ Semit Tây
Nhóm ngôn ngữ Semit Tây là một nhóm các ngôn ngữ Semit. Thuật ngữ này được Fritz Gommel giới thiệu vào năm 1883.
Sự phân loại này, được ủng hộ bởi các nhà Semit học Robert Hetzron và John Huehnergard, chia ngữ tộc Semit thành hai nhánh: đông và tây. Nhóm Semit Đông bao gồm tiếng Ebla và tiếng Akkad đã biến mất. Hầu hết các ngôn ngữ Semit rơi vào nhóm Semit Tây, và sau đó được chia thành các nhóm nhỏ: Semit Ethiopia, Nam bán đảo Ả Rập cổ đại, Nam bán đảo Ả Rập hiện đại, Ả Rập và Semit Tây Bắc (bao gồm tiếng Hebrew, tiếng Aram, tiếng Amorite và tiếng Ugarit). Hai nhóm nhỏ đầu tiên (Etthiopia và Nam bán đảo Ả Rập) có nhiều điểm chung và chúng thường được kết hợp thành một nhóm nhỏ (Semit Nam).
Việc phân loại tiếng Ả Rập có vấn đề. Trong các phân loại cũ hơn, nó được xếp vào nhóm ngôn ngữ Semit Nam. Tuy nhiên, Hezron và Hunerhard kết hợp nó với các ngôn ngữ Semit Bắc và chúng cùng nhau tạo thành nhóm Semit Trung. Một số nhà ngôn ngữ học nhấn mạnh vào một phân loại cũ dựa trên nét tương đồng về "số nhiều đứt gãy" (broken plural).

## Văn liệu
- Alice Faber, «Genetic Subgrouping of the Semitic Languages», in Hetzron, ed., 2013, The Semitic Languages, Routledge
- Илья Шифман. Финикийский язык. — Едиториал УРСС, 2003. — ISBN 5-354-00050-5.